# Teja
Teja je žensko osebno ime.

## Različice imena
Doroteja, Mateja, Tea, Tejka, Teodora

## Izvor imena
Ime Teja z različico Tea je možna skrajšana oblika imen Doroteja, Mateja ali Teodora. Druga možna razlaga pa je, da ime Teja izhaja iz imena Thea, ki bi se ga lahko razlagali iz grške besede thea (boginja).

## Pogostost imena
Po podatkih Statističnega urada Republike Slovenije je bilo na dan 31. decembra 2007 v Sloveniji 2.274 oseb z imenom Teja. Ime Teja je bilo tega dne po pogostosti uporabe na 115. mestu.
Ostala različice imena so bile uporabljene takole: Doroteja (1444), Mateja (10518), Tea (1437), Tejka (16), Teodora (351).

## Znane osebe
- slovenska biatlonka Teja Gregorin
- slovenska pevka in muzikologinja Teja Saksida

## Osebni praznik
V koledarju je ime Teja navadno uvrščeno k imenom Doroteja, Mateja, Teodora, god pa praznuje 19. decembra (palestinska mučenka † 308).